# 百內山脈

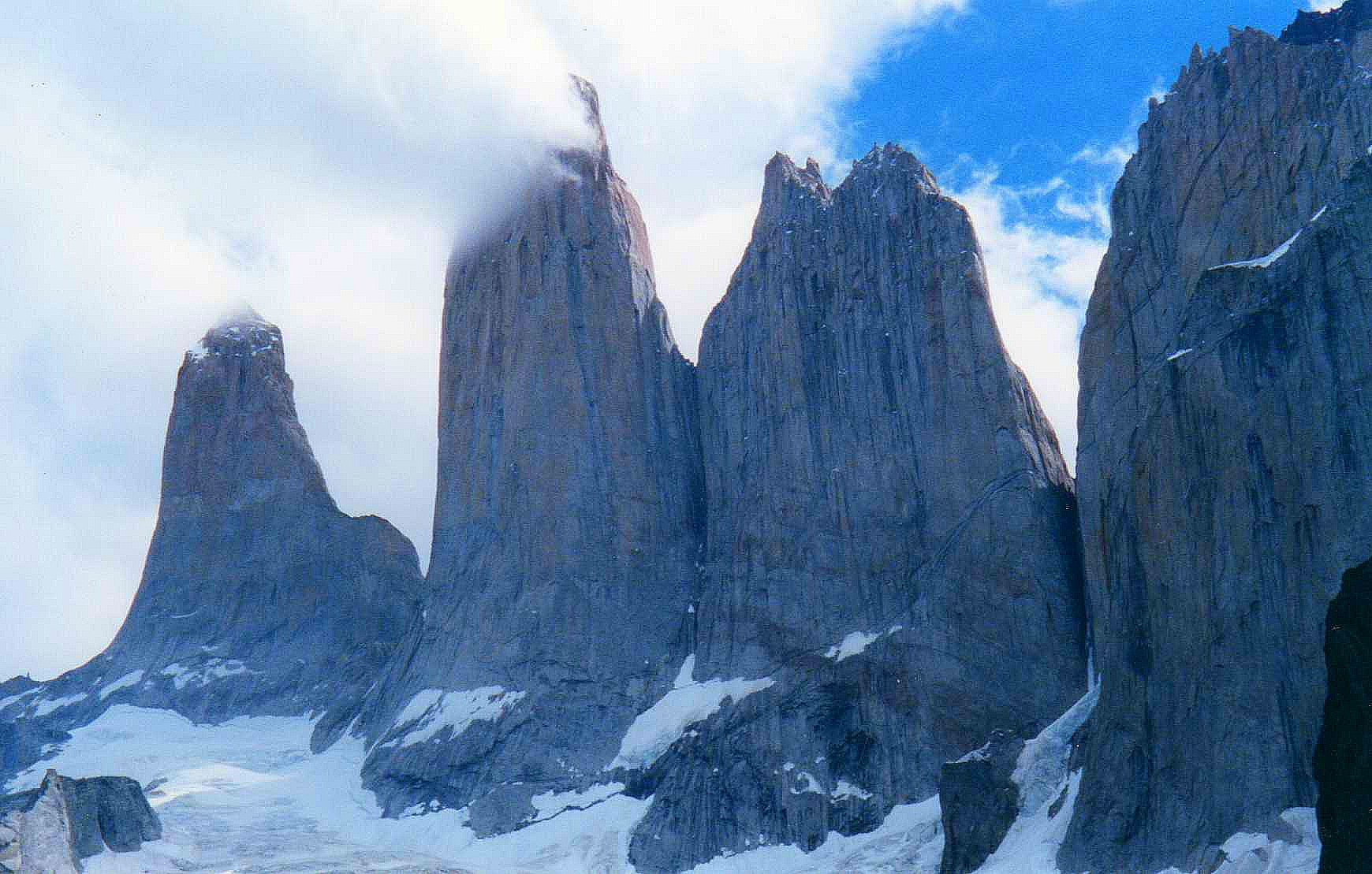

51°S 73°W / 51°S 73°W
百內山脈（西班牙語：Cordillera Paine）是智利的山脈，位於該國南部烏爾蒂馬埃斯佩蘭薩省，處於蓬塔阿雷納斯以北280公里，由百內國家公園負責管轄，最高點海拔高度3,050米。